# Leichtathletik-Weltmeisterschaften 2009/Teilnehmer (Kamerun)
| Gelbes Symbol für Goldmedaillen mit stilisierten Olympischen Ringen | Graues Symbol für Silbermedaillen mit stilisierten Olympischen Ringen | Braundes Symbol für Bronzemedaillen mit stilisierten Olympischen Ringen |
| ------------------------------------------------------------------- | --------------------------------------------------------------------- | ----------------------------------------------------------------------- |
| —                                                                   | 1                                                                     | —                                                                       |

Der kamerunische Leichtathletik-Verband stellte drei Athleten bei den Leichtathletik-Weltmeisterschaften 2009 in Berlin.

## Ergebnisse

### Männer

#### Sprung/Wurf
| Athlet             | Disziplin  | Qualifikation | Qualifikation | Finale             | Finale             |
| Athlet             | Disziplin  | Weite/Höhe    | Platz         | Weite/Höhe         | Platz              |
| ------------------ | ---------- | ------------- | ------------- | ------------------ | ------------------ |
| Hugo Mamba-Schlick | Dreisprung | 16,63 m SB    | 21            | nicht qualifiziert | nicht qualifiziert |

### Frauen

#### Laufdisziplinen
| Athletin            | Disziplin    | Vorlauf | Vorlauf | Halbfinale         | Halbfinale         | Finale             | Finale             |
| Athletin            | Disziplin    | Zeit    | Platz   | Zeit               | Platz              | Zeit               | Platz              |
| ------------------- | ------------ | ------- | ------- | ------------------ | ------------------ | ------------------ | ------------------ |
| Carole Kaboud Mebam | 400 m Hürden | 58,10 s | 31      | nicht qualifiziert | nicht qualifiziert | nicht qualifiziert | nicht qualifiziert |

#### Sprung/Wurf
| Athletin               | Disziplin  | Qualifikation | Qualifikation | Finale             | Finale             |
| Athletin               | Disziplin  | Weite/Höhe    | Platz         | Weite/Höhe         | Platz              |
| ---------------------- | ---------- | ------------- | ------------- | ------------------ | ------------------ |
| Françoise Mbango Etone | Dreisprung | DNS           | DNS           | nicht qualifiziert | nicht qualifiziert |